# Women in Uniform
Women in Uniform (ang. kobiety w mundurze) – singel australijskiej glamrockowej grupy Skyhooks. Utwór pierwotnie znalazł się na albumie Guilty Until Proven Insane. Autorem muzyki i tekstu jest Greg Macainsh.

## Lista utworów
1. „Women in Uniform”
2. „Don’t Take Your Lurex to the Laundromat”
3. „Do the Hook”

## Twórcy
- Graeme Strachan – śpiew
- Bob Starkie – gitara
- Bob Spencer – gitara
- Imants Strauks – perkusja
- Greg Macainsh – gitara basowa

## Singel Iron Maiden
Utwór został także wydany jako trzeci singel brytyjskiej heavymetalowej grupy Iron Maiden i ostatnia płyta, którą współtworzył Dennis Stratton. Został wydany 17 października 1980.
Okładka pokazuje Margaret Thatcher w mundurze uzbrojoną w pistolet maszynowy Sterling, przygotowującą się, by zemścić się na Eddiem za jej zamordowanie (co zostało przedstawione na okładce singla „Sanctuary”). Eddie obejmuje dwie kobiety – pielęgniarkę i stewardesę, co prasa brytyjska uznała za wyraz szowinizmu.
Na stronie B płyty znajduje się piosenka „Invasion” (ang. najazd) – jedna z wczesnych kompozycji Steve’a Harrisa, a także wersja koncertowa utworu z płyty Iron Maiden – „Phantom of the Opera” (ang. upiór w operze) – nagranego 4 lipca 1980 podczas występu grupy w Marquee Club w Londynie.

### Lista utworów
1. „Women in Uniform” (Greg Macainsh) – 3:11
2. „Invasion” (Steve Harris) – 2:39
3. „Phantom of the Opera (live)” (Harris) – 7:20

### Twórcy
- Paul Di’Anno – śpiew
- Dave Murray – gitara
- Dennis Stratton – gitara, śpiew
- Steve Harris – gitara basowa, śpiew
- Clive Burr – perkusja